# Тимой-Мамыши
Тимо́й-Ма́мыши (чув. Тимой Мамăш) — деревня в Чебоксарском районе Чувашской Республики. Входит в состав Янышского сельского поселения.

## География
Находится в северной части Чувашии на расстоянии приблизительно 18 км на запад-юго-запад по прямой от районного центра поселка Кугеси на правобережье реки Покшаушка.

## История
Известна с 1795 года как выселок деревни Мамышева (ныне Большие Мамыши) с 18 дворами. В 1859 году было 35 дворов, 194 жителя, в 1897—224, в 1926 — 58 дворов, 266 жителей, в 1939—295 жителей, в 1979—205. В 2002 году было 58 дворов, в 2010 — 42 домохозяйства. В период коллективизации был образован колхоз «17-й партсъезд», в 2010 году работало ЗАО «Прогресс».

## Население
Постоянное население составляло 143 человек (чуваши 100 %) в 2002 году, 134 в 2010.